# Distretto di Acopia
Il distretto di Acopia è un distretto del Perù nella provincia di Acomayo (regione di Cusco) con 2.557 abitanti al censimento 2007.
È stato istituito l'11 novembre 1944.